# Победа (Кривский сельсовет)
Победа (бел. Пабеда) — посёлок в Кривском сельсовете Буда-Кошелёвского района Гомельской области Белоруссии.

## География

### Расположение
В 20 км на юг от районного центра и железнодорожной станции Буда-Кошелёвская (на линии Жлобин — Гомель), 25 км от Гомеля.

## Транспортная сеть
Транспортные связи по просёлочной, затем автомобильной дороге Жлобин — Гомель. Планировка состоит из короткой прямолинейной улицы, ориентированной с юго-востока на северо-запад и застроенной деревянными домами усадебного типа.

## История
Основан в начале 1920-х годов переселенцами с соседних деревень. В 1930-х годах жители посёлка вступили в колхоз. В 1959 году в составе колхоза «Красный путь» (центр — деревня Бацунь).

## Население

### Численность
- 2004 год — 11 хозяйств, 16 жителей.

### Динамика
- 1959 год — 134 жителя (согласно переписи).
- 2004 год — 11 хозяйств, 16 жителей.